# Massaker im Arnsberger Wald

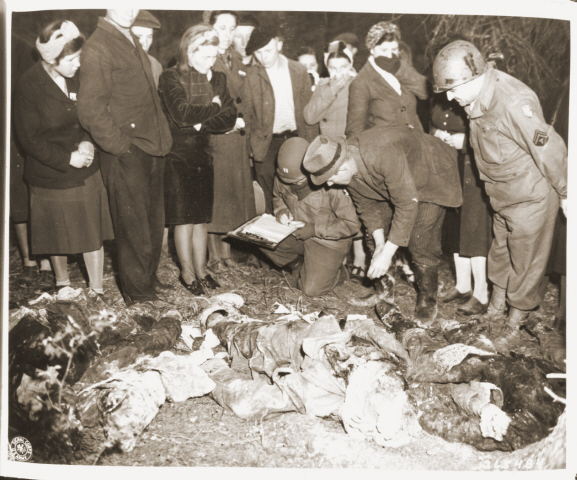
Exhumierung der 57 Leichen sowjetischer Zwangsarbeiter außerhalb Suttrops durch deutsche Zivilisten. Ein Captain der US-Armee nimmt Informationen zur Identifikation eines Mordopfers auf. Aufnahme vom 3. Mai 1945.

Das Massaker im Arnsberger Wald war ein Endphaseverbrechen kurz vor Ende des Zweiten Weltkrieges. Es fand im Arnsberger Wald bei den Orten Warstein, Suttrop und Eversberg statt. Zwischen dem 20./21. und dem 23. März 1945 ermordeten Angehörige einer aus Waffen-SS und Wehrmacht zusammengesetzten Abteilung, die unter dem Kommando des SS-Obergruppenführers und Generals der Waffen-SS Hans Kammler stand, in mehreren Tötungsaktionen im Raum Warstein und bei Eversberg 208 männliche und weibliche Zwangsarbeiter sowie zwei Kinder. Nach dem Einmarsch der US-Armee wurden die Massengräber entdeckt und die Leichen durch deutsche Zivilisten exhumiert und in Einzelgräbern beigesetzt. 1957/58 fand vor dem Arnsberger Landgericht ein Prozess gegen sechs Mittäter statt. Der Prozess fand große Resonanz in der Öffentlichkeit; die überregionale Presse berichtete ausführlich darüber. Die insgesamt milden Urteile wurden von den Berichterstattern und Politikern durchweg kritisiert. Revisionsprozesse führten zu einer Erhöhung des Strafmaßes für die drei Hauptangeklagten.

## Vorgeschichte
Der „Endkampf“, den NSDAP-Mitglieder, die Waffen-SS und Teile der Wehrmacht zu führen gedachten, war verbunden mit der Tötung „unerwünschter Elemente“. Dazu zählten insbesondere sowjetische Kriegsgefangene, KZ-Häftlinge und Zwangsarbeiter. Bis kurz vor dem Einmarsch der Alliierten kam es an zahlreichen Orten an Rhein und Ruhr zu Massenerschießungen, entsprechend dem Vorgehen der Einsatzgruppen an der Ostfront.
In diesen Zusammenhang gehört auch die Mordaktion im Sauerland. Die Region liegt an der Peripherie des östlichen Ruhrgebiets. Seit dem Sommer 1944 gab es im rheinisch-westfälischen Industriegebiet, je nach der Art der Unterkunft, drei Gruppen von Zwangsarbeitern. Die größte davon bildeten die nach wie vor in Lagern festgehaltenen und zur Arbeit gezwungenen Personen. Daneben gab es zahlreiche Zwangsarbeiter, deren Lager durch Bombenangriffe zerstört waren und die sich in den Ruinen der Städte bis zu ihrer Befreiung verbargen. Eine dritte Gruppe hatte auf eigene Faust die Städte verlassen und versuchte in der ländlichen Umgebung, etwa im Münsterland, im Bergischen Land oder im Sauerland, bis zum Kriegsende zu überleben.
Ende 1944 begannen die deutschen Behörden, solche Zwangsarbeiter, die durch die Bombenangriffe ihre Arbeitsplätze und ihre Unterkunft verloren hatten, ostwärts zu verlagern. Die Zwangsarbeiter wurden in Gruppen eingeteilt und bewacht. Jedoch setzten sich die Wachen häufig nach ein paar Tagen ab, und die Arbeiter strandeten im Sauerland und wurden von der Gestapo und anderen Sicherheitskräften als Marodeure verfolgt. Die Zahl der aus dem Ruhrgebiet herausgeführten Zwangsarbeiter nahm Anfang 1945 stark zu; deshalb erstellte das Regierungspräsidium in Arnsberg einen Plan für einen ordentlichen Verlauf der Evakuierungen mit bestimmten Routen, Rast- und Übernachtungsstellen.
Anfang März 1945 durchliefen etwa 1000 Personen pro Tag die Stationen auf der Marschroute. Weil der Weitermarsch auf Schwierigkeiten stieß, stauten sich die Menschen in der Gegend um Meschede und wurden dort zunächst auf verschiedene Dörfer und Städte verteilt. Die Unterbringungsmöglichkeiten waren bald erschöpft, und es mangelte an Nahrung. So flüchteten viele Zwangsarbeiter in die Wälder, um sich dort bis zur Ankunft naher Truppen der US-Armee durchzuschlagen. Zum Überleben stahlen sie Hühner von den Höfen oder begingen Felddiebstähle. Außer solchen kleineren Diebstählen kam es in dieser Zeit zu keinen Raubüberfällen oder gewaltsamen Übergriffen. Laut Aussage des damaligen Gauleiters und obersten Reichsverteidigungskommissars für Westdeutschland, Albert Hoffmann, im späteren Prozess um die Tötungsaktionen im Arnsberger Wald gab es einen Befehl, alle plündernden und marodierenden Zwangsarbeiter zu erschießen.

## Tatverlauf

### Mordauftrag

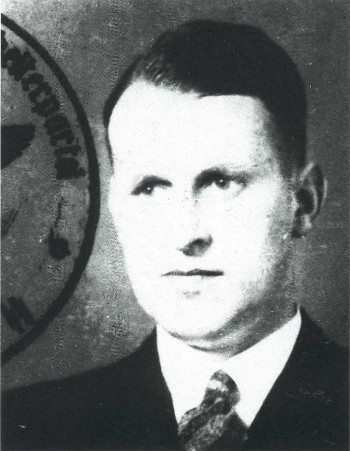
Hans Kammler (1932)

In Suttrop, einer Ortschaft 2 km von Warstein entfernt, lag auf dem Gelände der örtlichen Schule der Stab der Division z.V. (zur Vergeltung). Der Name kommt vom nationalsozialistischen Propagandabegriff „Vergeltungswaffe“. Diese bezeichneten den Marschflugkörper V 1 und die Rakete V 2, die diese Einheit noch bis Anfang März in den Niederlanden auf die anrückenden Alliierten abfeuern konnte. Die Truppe setzte sich aus Wehrmachtssoldaten und Angehörigen der Waffen-SS zusammen. Kommandiert wurde die Einheit von dem SS-Obergruppenführer und General der Waffen-SS Hans Kammler, der außerdem auch als Sonderkommissar für die technische Kriegsführung außerhalb von Suttrop reichsweit tätig war. Auf einer Fahrt nach Warstein wurde er auf die große Zahl der auf den Straßen marschierenden Zwangsarbeiter aufmerksam. Als sein Auto wegen einer solchen Gruppe halten musste, äußerte er zu seinen Begleitern, man müsse dieses „Gesindel“ eliminieren. Einige Tage später stieß der General im Wald auf eine Gruppe von kampierenden Zwangsarbeitern, die gerade dabei waren, gestohlene Hühner zu rupfen. Kammler rief daraufhin am 19. oder 20. März 1945 seinen Stab zusammen. Er bezeichnete die Zwangsarbeiter als großes Sicherheitsrisiko, gegen das Maßnahmen ergriffen werden müssten. Die Gefahr könne nur durch die Dezimierung der Ostarbeiter verringert werden. Er berichtete über bereits vorgekommene angebliche oder tatsächliche Ausschreitungen von Zwangsarbeitern im Reichsgebiet. Zwar sei es „in dieser Gegend noch nicht dazu gekommen, diese seien aber unbedingt zu erwarten, und dem müsse vorgebeugt werden.“ Im Übrigen sei auch die Nahrungsmittelversorgung kritisch, und die Vorräte für die Deutschen würden durch die Fremdarbeiter noch verringert. Daher sei es nötig, die „Fremdarbeiter zu dezimieren“.
Die Umsetzung überließ Kammler, der wegen seiner anderen Aufgaben aus Suttrop abreiste, seinen Untergebenen, die dabei weitgehend selbstständig handelten. In der Schützenhalle auf dem Herrenberg in Warstein und neben der Schule im benachbarten Suttrop bestanden behelfsmäßige Lager, wo die Zwangsarbeiter vorübergehend untergebracht und dürftig verpflegt wurden. Aus diesen Unterkünften wurden die Opfer geholt.

### Tatorte Suttrop und Warstein

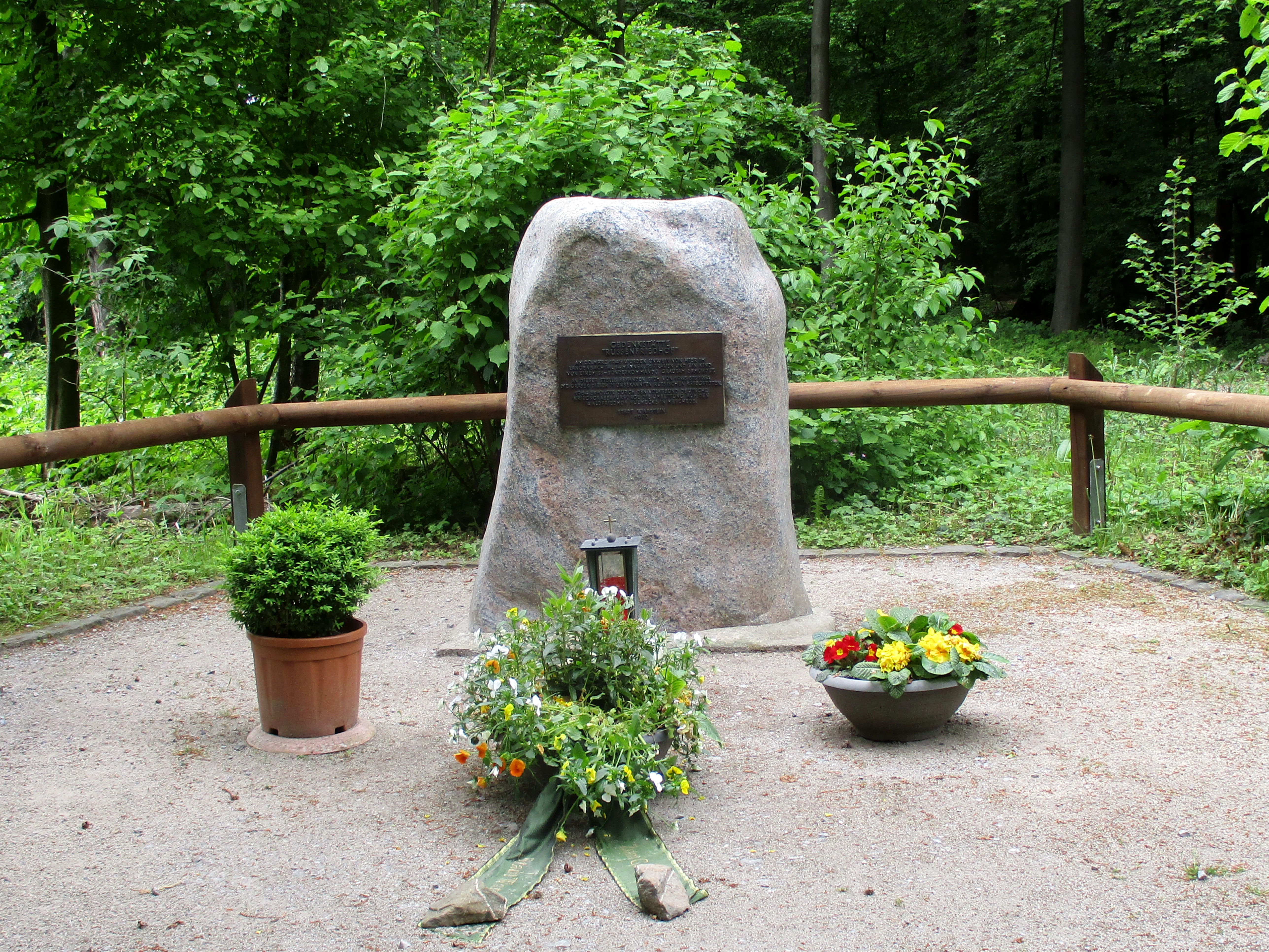
Gedenkstein und Mahnmal in Erinnerung an den Russenfriedhof und den Ort der Endphasen-Kriegsverbrechen im Langenbachtal

Eine Aktion richtete sich gegen die am Rand des Schulgeländes untergebrachten Personen. Unklar ist, wer das Tötungskommando aus Unteroffizieren und Mannschaften des Stabes zusammenstellte und die Aktion kommandierte. Ein Zeuge der Tat war der damalige SS-Untersturmführer Heinz Zeuner. Der in der Schule in Suttrop untergebrachten Gruppe aus 35 Männern, 21 Frauen und einem Kind wurde befohlen, sich zum Abtransport bereit zu machen.
Daneben wurden auch erste Opfer unter den Zwangsarbeitern in Warstein ausgesucht. Der SS-Oberfeldrichter Wolfgang Wetzling ließ zusammen mit SS-Untersturmführer Bernhard Anhalt und Ernst-Moritz Klönne durch einen Dolmetscher den 800–1000 in der Schützenhalle zusammengepferchten Zwangsarbeitern verkünden, dass er Freiwillige suche, die in ein anderes besseres Lager gebracht werden würden. Daraufhin meldeten sich 14 Männer und 56 Frauen. Von diesen hatte eine ein einjähriges Kind bei sich. Auch diese Gruppe wurde ermordet.
Den Exekutionsplatz im Langenbachtal hatten Wetzling und Klönne am 20. März ausgesucht. Klönne war der Sohn eines Dortmunder Unternehmers, der in Warstein eine Villa besaß. Er unterstand nicht Kammler und beteiligte sich freiwillig an dem Unternehmen. Für die Tötungsaktion hatten die Soldaten im Waldstück Im Stein zwischen Suttrop und Körtlinghausen ein Massengrab vorbereitet. Die Menschen mussten sich am Grubenrand aufstellen und wurden per Kopfschuss hingerichtet. Aus der letzten Gruppe konnte sich ein Mann lösen und lief auf den SS-Mann Zeuner zu, der ihn mit mehreren Schüssen tötete. Ein Großteil des Mordkommandos hatte Skrupel, das einzige Kind der Gruppe zu töten. Ein SS-Mann erklärte sich dazu bereit und zerschmetterte den Kopf des Kindes an einem Baumstamm. Angesichts der großen Anzahl von Frauen kamen Zeuner offenbar Zweifel, ob es sich tatsächlich um Plünderer handeln konnte. Er sagte zu Kammler am nächsten Morgen: „Es waren viele Frauen und Kinder dabei.“ Dieser antwortete: „Man kann von diesem Zeug nicht genug umlegen.“ Der Oberfeldrichter Wetzling sagte später in dem Prozess gegen ihn aus, dass er sich über die große Zahl von Frauen Gedanken gemacht habe. „Ich habe dann auch sehr darauf geachtet, dass bei der nächsten Exekution nur Männer erschossen wurden, damit die Parität wieder hergestellt war …“ Zum Gedenken an die Opfer befindet sich am Exekutionsplatz ein Mahnmal (Mahnmahl Suttrop;Mahnmahl Langenbachtal).
Den Opfern wurden Wertsachen, Papiere und verwertbare Kleidungsstücke abgenommen und gegen Quittung beim Oberzahlmeister abgeliefert. In der Nacht vom 22. auf den 23. März brannte die Schützenhalle ab, in der die sowjetischen Zwangsarbeiter und französische Kriegsgefangene untergebracht waren. In Warstein wird vermutet, dass dafür auch die SS-Leute verantwortlich waren. Im größeren Teil, der fest verrammelt war, waren die Zwangsarbeiter und in einem anderen Teil die Kriegsgefangenen untergebracht. In diesem Bereich war nur die Tür verschlossen. Die Franzosen rissen ein Loch in die Bretterwand, welche die beiden Bereiche trennte. So konnten alle Menschen dem Feuer entkommen.

### Tatort Eversberg

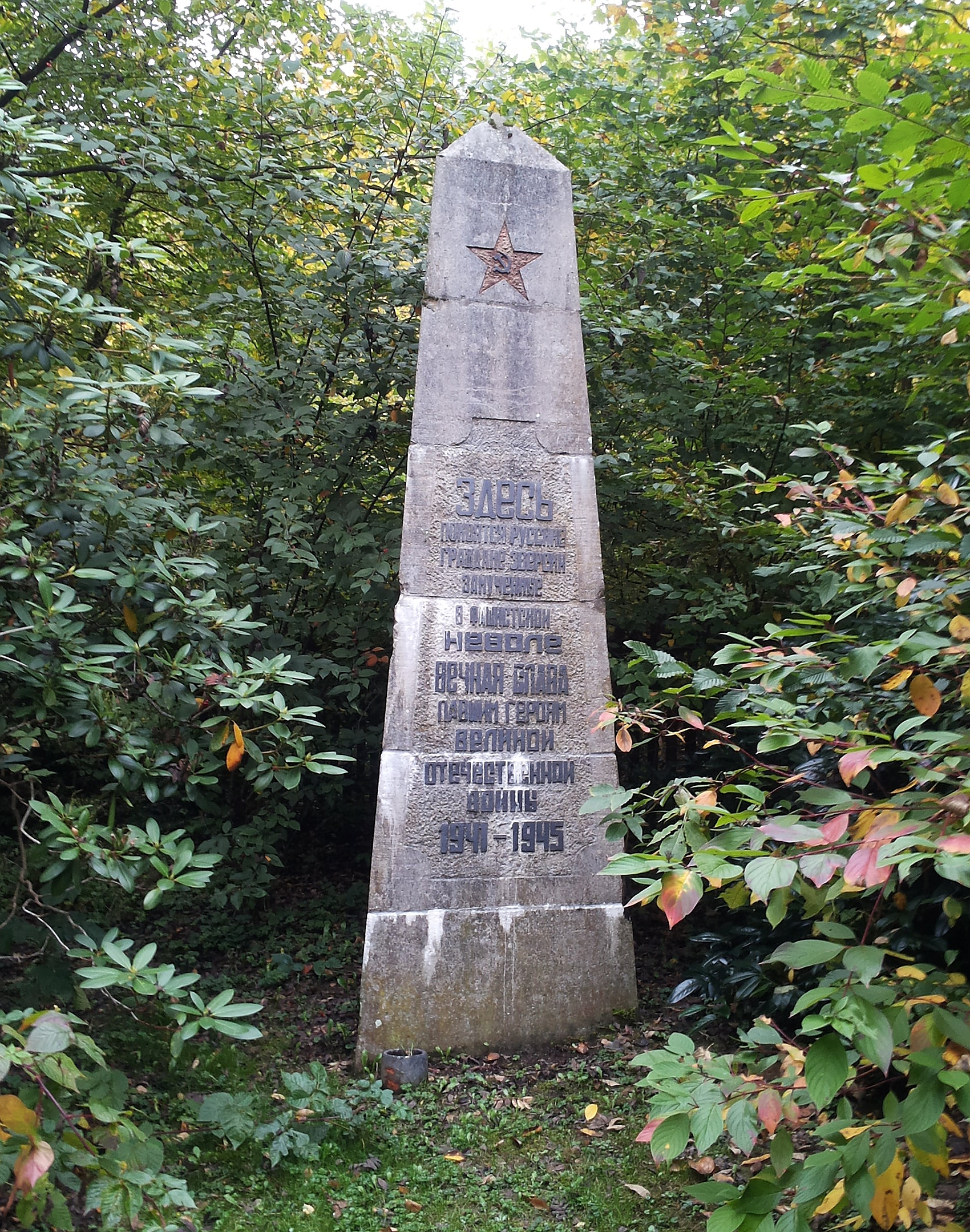
Sowjetische Stele auf dem Waldfriedhof Fulmecke

In der Nacht vom 22. auf den 23. März 1945 wurden weitere 80 Männer aus dem Lager in der Warsteiner Schützenhalle ermordet. Diese Tat fand bei Eversberg statt, etwa dort, wo heute von der B 55 die Straße nach Eversberg abzweigt. Der Wehrmachtsoffizier Helmut Gaedt wurde, wie er später als Angeklagter aussagte, zum Ersten Generalstabsoffizier der Division, Johann Miesel, befohlen. Dieser sagte, es seien Russen beim Plündern erwischt worden. Diese seien zu erschießen. Auf die Frage, was er als Waffenoffizier damit zu tun habe, antwortete Miesel: „Sie sind Offizier wie jeder andere auch.“ Weitere Anweisungen erhielt er von Oberfeldrichter Wetzling, der den Befehl bestätigte. Ein offizielles Standgerichtsurteil wegen Plünderns gab es nicht; vielmehr sollten pauschal 80–100 Zwangsarbeiter hingerichtet werden.
Gaedt erhielt den Befehl, einen Exekutionsplatz vorzubereiten. Abends würden ihm dann die russischen Zwangsarbeiter übergeben. Zur Vorbereitung des Exekutionsplatzes forderte er zwanzig Zwangsarbeiter an und ließ unter Zuhilfenahme von Sprengstoff ein Massengrab ausheben. Zusammen mit einem Unteroffizier plante Gaedt das weitere Vorgehen. Die Einheit sollte gegen 22:30 Uhr abrücken, weil die Warsteiner nach den Spätnachrichten zu Bett gingen. So hoffte man kein Aufsehen zu erregen. Gegen 22 Uhr meldete sich der Unteroffizier mit seinen Untergebenen. Ein Teil der Truppe wandte sich zum Exekutionsplatz, während andere zur Unterkunft der Zwangsarbeiter gingen.
Die Opfer wurden dem Kommando unter Gaedt übergeben. Ein Teil von ihnen musste Lastwagen besteigen, während die Übrigen zu Fuß nachkamen. Nach der Ankunft an der Exekutionsstätte musste jeder Soldat einen Russen auf eine Wiese begleiten. Dort mussten die Zwangsarbeiter Gepäck und Kleidung ablegen. Dies löste zwar eine gewisse Unruhe, aber keine sonstigen Vorkommnisse aus. Die Opfer wurden an die Grube geführt und aus nächster Nähe in den Kopf geschossen. Gaedt begab sich danach mit einer Taschenlampe in die Grube, um zu kontrollieren, ob alle tot waren. Damit die nächste Gruppe der Opfer nichts merkte, wurde etwas Erde über die Leichen geschaufelt.
In der Folge wurden immer Gruppen von 15 Zwangsarbeitern ermordet. Die Aktion dauerte von 23 Uhr bis 6 Uhr. Gaedt sagte im Prozess aus: „Wir hatten die ganze Nacht schwer gearbeitet und waren innerlich ganz zerrissen. Ich ließ Zigaretten und Alkohol austeilen. Den Alkohol lehnten die meisten Soldaten ab.“ Er berichtete weiter, dass sich ein Soldat aus religiösen Gründen geweigert habe, aktiv an der Exekution teilzunehmen. Gaedt gab vor Gericht an, Achtung vor dieser Haltung gehabt zu haben, aber den Soldaten mit Blick auf die Disziplin „zusammengestaucht“ zu haben. Letztlich brauchte der Soldat nicht zu schießen. „Anschließend haben wir dann die Sachen der Russen verbrannt. Es ging alles sehr ordentlich zu: Keiner hat sich an den Sachen vergriffen. Dann haben wir Schuhe und Schanzzeug gesäubert und sind in die Unterkunft gefahren. Ich konnte nicht schlafen, so aufgeregt war ich …“ Am nächsten Morgen erstattete Gaedt bei Miesel telefonisch Bericht. Auf die Frage, wie viele getötet worden seien, antwortete Gaedt „achtzig“. „Miesel fragte sehr erregt zurück: ‚Warum denn achtzig und nicht hundert?‘ Ich sagte, ich hätte nur achtzig empfangen. Miesel sagte: ‚Na – egal, es wird sowieso noch mehr von diesem Pack erschossen.‘ …“

## Nach der Tat

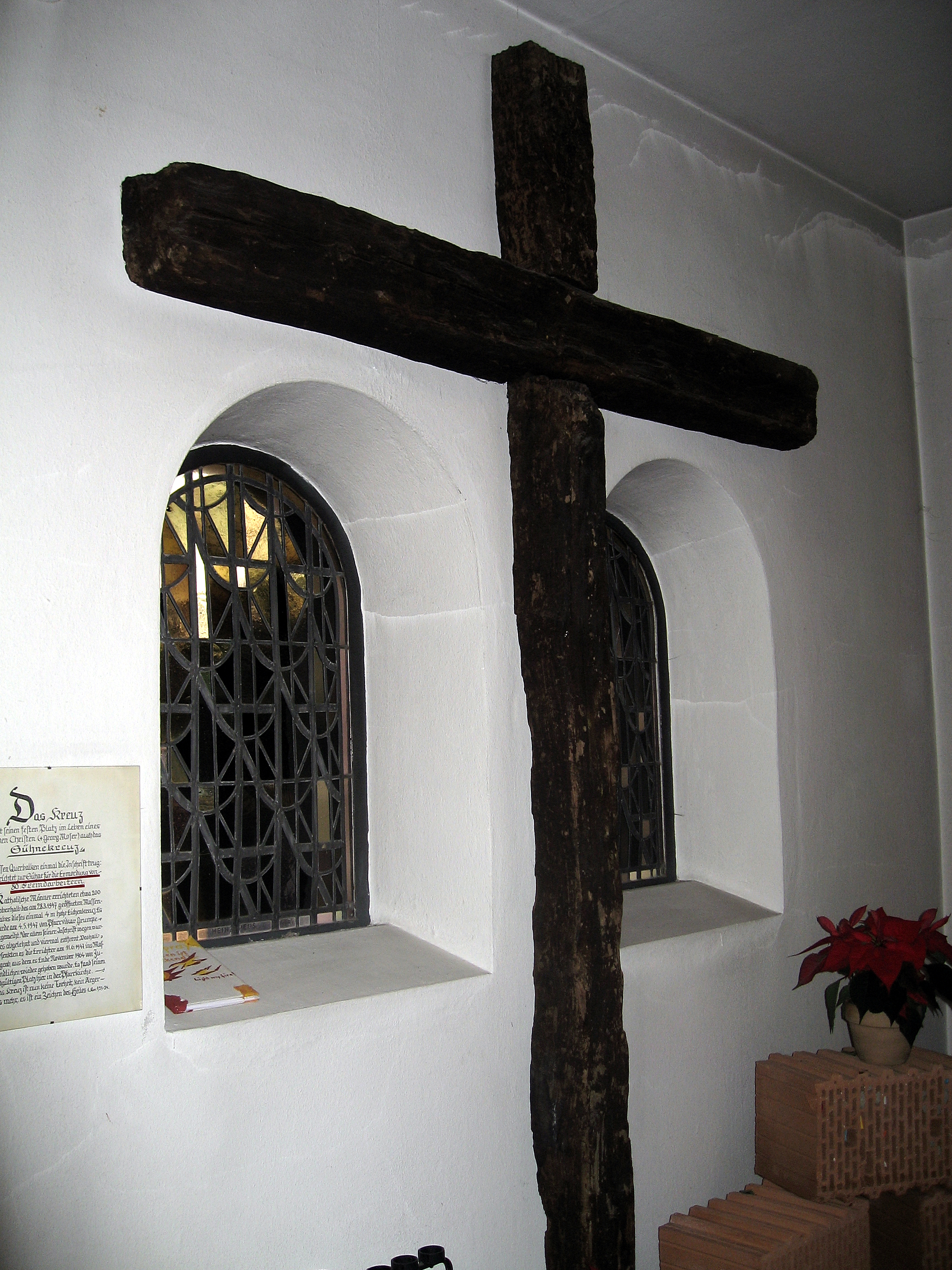
Das Mescheder Sühnekreuz zur Erinnerung an das Massaker war in der Bevölkerung heftig umstritten und musste für Jahrzehnte wieder abgebaut werden.

Obwohl die Täter versucht hatten, die Aktion geheim zu halten, gab es in der Bevölkerung von Warstein Gerüchte, dass im Wald „irgendwas Schreckliches“ geschehen sein musste. Nach der Besetzung durch die US-Armee Anfang April 1945 wurden die Massengräber entdeckt. Die Leichen wurden Anfang Mai 1945 exhumiert. Dazu wurden ehemalige Mitglieder der NSDAP herangezogen. Die Amerikaner ließen die gesamte Warsteiner und Suttroper Bevölkerung an den Leichen vorbeiziehen. Anschließend wurden die Opfer würdig in Einzelgräbern bestattet. Auch dazu wurden die ehemaligen NSDAP-Mitglieder herangezogen. Im Jahr 1964 wurden die sterblichen Überreste auf den Waldfriedhof Fulmecke in Meschede, auch „Franzosenfriedhof“ genannt, überführt.
Das bei Eversberg gelegene Massengrab wurde einige Wochen später von dem Grundstückseigentümer entdeckt, aber aus Angst vor den noch in der Gegend befindlichen Zwangsarbeitern den alliierten Militärbehörden nicht gemeldet. Die ermordeten Zwangsarbeiter wurden im Jahr 1947 unter Aufsicht von Kreismedizinalrat Franz Petrasch exhumiert. Die Leichen wurden zu zweit in Särge gelegt und auf dem Franzosenfriedhof bestattet.
In Meschede löste die Nachricht von dem Auffinden der Leichen in Teilen der Bevölkerung tiefe Betroffenheit aus. Georg D. Heidingsfelder, Pater Harduin Bießle und andere initiierten die Errichtung eines Sühnekreuzes. Dagegen sprachen sich der örtliche Pfarrer und Teile der Einwohnerschaft aus. Vor allem Menschen, die während des Krieges Angehörige in der Sowjetunion verloren hatten, konnten nicht einsehen, weshalb man für die „Russen ein Kreuz aufrichten“ solle. Dennoch wurde das Kreuz noch 1947 eingeweiht. Es wurde in der Folge mehrfach geschändet. Zu Pfingsten versuchten die Täter das Kreuz aus dem Boden zu ziehen. Später wurde es angesägt, anscheinend in der Absicht, es gewaltsam zu entfernen. Schließlich wurde versucht es anzuzünden. Nachdem der Versuch einer Versöhnung zwischen Befürwortern und Gegnern gescheitert war, ließen die Initiatoren das Kreuz entfernen und vergraben. Mescheder Schüler gruben das Kreuz siebzehn Jahre später wieder aus. Auch zu dieser Zeit gab es noch große Vorbehalte, so dass das Kreuz zunächst in einer Garage gelagert wurde. Erst 1981 fand es einen Platz in der Mariä-Himmelfahrt-Kirche.

## Prozesse gegen die Täter

### Ermittlungen
Bereits unmittelbar nach Kriegsende hatten amerikanische Ermittler vergeblich versucht, die Taten aufzuklären. Im Jahr 1950 hatte auch die Staatsanwaltschaft Arnsberg ohne Ergebnis in der Sache ermittelt. Gegen Ende 1955 und Anfang 1956 erhielten dann mehrere deutsche Staatsanwaltschaften anonyme Anzeigen. Die Arnsberger Staatsanwaltschaft nahm daraufhin die Ermittlungen wieder auf. Einem Kriminalbeamten gelang es, einen Soldaten zu ermitteln, der zum Tatzeitpunkt in Warstein gewesen war. Durch ihn konnten verschiedene Beteiligte identifiziert werden. Daraufhin brauchte die Staatsanwaltschaft elf Monate, um die Anklagen vorzubereiten.
Im Jahr 1957 wurden die drei Hauptbeschuldigten festgenommen. Der Befehlsgeber, Hans Kammler, konnte nicht mehr belangt werden, weil er im Mai 1945 Suizid begangen hatte. In dem Prozess vor dem Arnsberger Landgericht mussten sich schließlich sechs Angeklagte verantworten.

### Prozessverlauf in Arnsberg

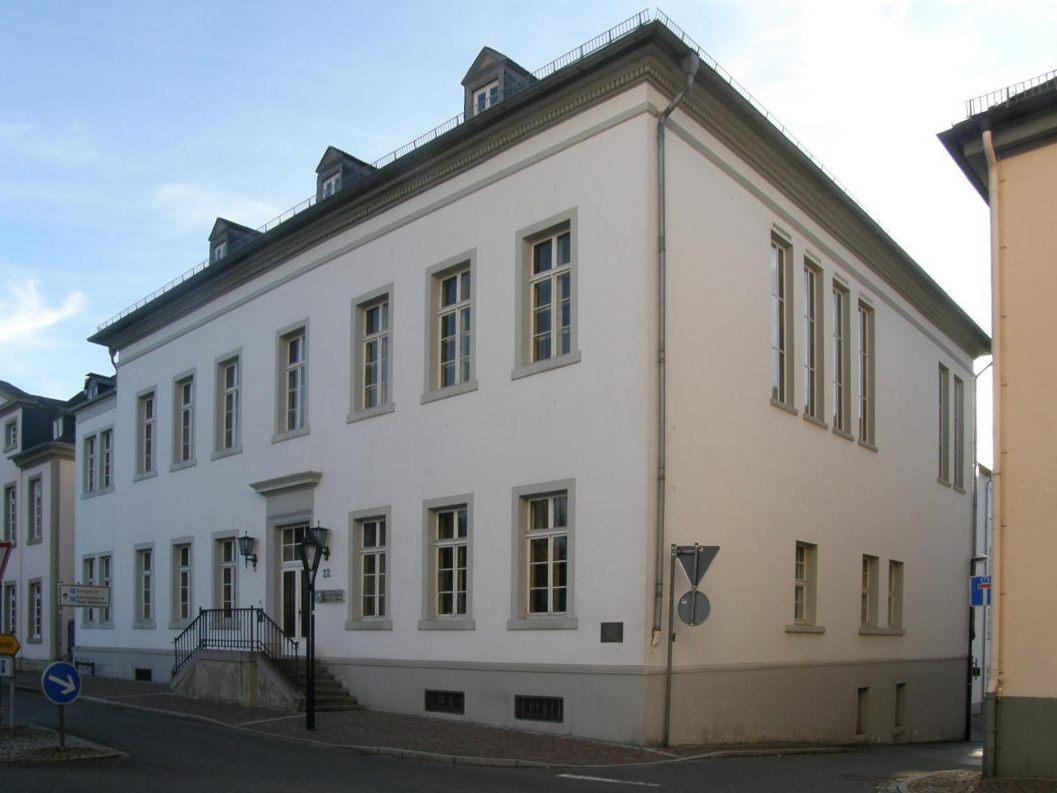
Die Verhandlung fand im ehemaligen Zivilkasino Arnsberg statt, das von 1946 bis 1975 als Rathaus diente

Der Prozess fand nicht im Gerichtsgebäude, sondern im Rathaussaal statt. Das Verfahren wurde von Landgerichtsdirektor Kurt Niclas geleitet. Hinzu kamen die Landgerichtsräte Rudolphi und Wilhelm Flocke. Da es sich um ein Schwurgerichtsverfahren handelte, kamen auch sechs Laienrichter hinzu. Der Angeklagte Klönne wurde unter anderen von dem Rechtswissenschaftler und erfahrenen Verteidiger Hans Dahs vertreten. Die Anklage wurde von Oberstaatsanwalt Büchner und Staatsanwalt Kiehler vertreten. Dieser hatte die Anklage weitgehend ausgearbeitet und auch die Ermittlungsarbeit zu einem großen Teil selbst geleistet. Das Verhältnis zwischen Anklage und Verteidigung wird als verbindlich und sachlich geschildert. Zu dem Prozess waren zahlreiche Zeugen aus ganz Deutschland geladen. Allein in den ersten beiden Prozesswochen wurden über 50 Zeugen vernommen; von ihnen standen 40 unter Eid. Am Ende der Beweisaufnahme waren 86 Zeugen gehört worden. Die Qualität der Aussagen war sehr unterschiedlich. Einige hatten tatsächlich oder angeblich nur noch wenig Erinnerungen, andere gaben hauptsächlich Gerüchte wieder, während einige präzise Angaben machen konnten. Der Prozess umfasste 21 Verhandlungstage und dauerte mehrere Monate.
Hauptverantwortliche für die Mordaktion waren einmal der damals 48-jährige SS-Obersturmbannführer und SS-Oberfeldrichter sowie Chefrichter der Division z.V, Wolfgang Wetzling. Zu Prozessbeginn war er Justiziar. Zum anderen handelte es sich um den damals 44-jährigen Waffen-SS-Angehörigen, Sturmbannführer, späteren Regierungsassessor und als Bürgermeisterbeauftragter von Grömitz tätigen Johann Miesel. Der dritte Hauptverantwortliche war der damals 39-jährige Wehrmachtshauptmann und Fabrikantensohn Ernst Moritz Klönne. Klönne nahm ohne irgendeinen dienstlichen Auftrag als Privatmann an der Tat teil. Er war seit dem 1. Februar 1945 zur Arbeit im elterlichen Unternehmen vom Wehrdienst befreit und wohnte zur Tatzeit in Warstein. Dort hatte er einige Offiziere der Einheit kennengelernt, die in Warstein ihr Quartier hatten, und von ihnen von der Angelegenheit gehört. Nach 1945 war er Teilhaber der Firma Klönne in Dortmund. Die anderen Angeklagten waren der ehemalige SS-Sturmführer und spätere kaufmännische Angestellte Bernhard Anhalt, der ehemalige Wehrmachtsoffizier und spätere Gewerbeoberlehrer Helmut Gaedt sowie der ehemalige SS-Sturmführer und spätere Vermessungstechniker Heinz Zeuner.
Während des Prozesses sagte auch der ehemalige Divisionsadjutant Hauptmann Schmoller aus. Dieser lebte zu der Zeit als Manager einer Textilfirma in den USA. Schmoller hatte, wie er einräumte, auf telefonischen Befehl Kammlers eine der Mordaktionen kommandiert. Da ihm freies Geleit als Zeuge zugesichert wurde, blieb er als einer der direkt Beteiligten unbehelligt.
Ein weiterer potentiell schwer belasteter Zeuge war der frühere Angehörige der SS-Justiz, ehemalige SS-Hauptsturmführer und spätere Oberlandesgerichtsrat aus Neustadt an der Weinstraße, Helmut Merz (* 1911). Ihm gelang es, seine eigene Mitschuld zu leugnen. Der Angeklagte Wetzling meinte darauf: „Dies hätte ich von einem alten Kameraden nicht erwartet.“
Bei seiner Befragung sprach Wetzling nicht von Tötung oder gar Ermordung, sondern er verwandte den Begriff der „Dezimierung“. Diese sei „nach dem Gesetz der großen Zahl“ vorgenommen worden. Dieses Gesetz besagt nach Wetzlings Aussagen: „Es wird ein solcher Anteil von potentiellen gemeingefährlichen Menschen unter den willkürlich ausgesuchten Fremdarbeitern erschossen, wie der Gesamtanteil der Fremdarbeiter beträgt.“ Obwohl mehr Frauen als Männer und ein Kind der ersten Tötungsaktion zum Opfer fielen, war dies für Wetzling „nicht kriegsrechtswidrig nach den Bräuchen des totalen Krieges.“ Auf die Frage, warum auch ein Kind getötet wurde, gab der Angeklagte zur Antwort, dass eine langwierige Auswahl der Todeskandidaten zu viel Aufsehen in der Halle erregt hätte. Dem Reporter der Westfalenpost fiel auf, dass der Angeklagte bei aller Beteuerung, wie schwer die Tat später auf ihm lastete, immer wieder Ausdrücke aus dem Wörterbuch des Unmenschen (einem 1957 erschienenen sprachkritischen Buch von Dolf Sternberger, Gerhard Storz und W. E. Süskind) verwandte. Neben „Dezimierung“ sprach er auch von „Fangschuss“, als es darum ging zu prüfen, ob die Opfer tot waren.
Die Staatsanwaltschaft beantragte für Wetzling lebenslänglich Zuchthaus wegen Mordes, für Anhalt, Gaedt, Miesel und Klönne je fünf Jahre Zuchthaus und für Zeuner die Einstellung des Verfahrens.
Die Verteidigung, insbesondere Dahs, stellte zur Entlastung ihrer Mandanten die Person Kammlers in den Vordergrund. Dahs war der Meinung, dass Kammler nicht wegen Mordes hätte angeklagt werden können, weil man ihm weder Grausamkeit noch Heimtücke hätte vorwerfen können. Der Verteidiger fragte, wie man denn dessen Untergebenen Mord oder Beihilfe zum Mord vorwerfen könnte, wenn Kammler nur Totschlag wollte.

### Urteil
Zur Urteilsverkündung waren Berichterstatter des Fernsehens, des Westdeutschen Rundfunks, verschiedener Nachrichtenagenturen und Zeitungen anwesend. Das Gericht stellte fest, dass im Gegensatz zu vergleichbaren Verfahren überhaupt kein Schuldvorwurf gegen die Opfer vorgelegen habe. Sie hätten weder geraubt noch geplündert. Der vorsitzende Richter: „Sie hatten Hunger und wollten essen.“ Das Gericht war zwar der Auffassung, dass von den umherziehenden Fremdarbeitern eine Gefahr für die öffentliche Ordnung ausgegangen sei. Aber der Vorsitzende betonte auch: „Es erscheint doch als ungeheuerlich und unmenschlich, dass man sich der Fremdarbeiter durch Tötung einfach entledigen wollte. Der einzige Grund für diese Erschießungen ist doch das Verbrechen der Fremdarbeiter, dass der Staat, der sie gegen ihren Willen ins Land geholt hat, sie jetzt nicht mehr als Arbeitskräfte benötigte.“ Auf die frühere Einlassung des Angeklagten Wetzling zum „Gesetz der großen Zahl“ erklärte der Vorsitzende Richter, dies sei „als kalter Zynismus, als eine geradezu unverständliche Einstellung zum Menschen als Geschöpf Gottes“ anzusehen. Als Grund für die Tat führte er aus: „Zu erklären ist diese Tat nur aus der NS-Ideologie, aus der Einstellung, Krieg bedeutet nicht Niederringen, sondern Vernichtung des Gegners. Und die Fremdarbeiter waren nach dieser Ideologie nichts anderes als rassisch minderwertig. Die Erschießungen können nicht aufgefasst werden als Vernichtung des Gegners. Sie dienten letztlich nur der Vernichtung unwerten Lebens, gefährlicher und nicht mehr nützlicher Arbeitskräfte. Hier in Warstein geschah mit der Begründung des totalen Krieges letztlich das Gleiche wie mit den anderen Arten des ‚unwerten Lebens‘, mit Geisteskranken, Asozialen und der sogenannten Endlösung der Judenfrage.“
Das Gericht gelangte zu der Überzeugung, dass die Erschießung weder im Interesse der Kriegsführung noch zum Schutz der Bevölkerung geschah. Niklas bezeichnete dies als „absurd“. Die Tötungen seien „unter Ausnutzung und Missbrauchs des militärischen Befehlsverhältnisses, wie in den Konzentrationslagern der damaligen Zeit, erzwungen worden“. Die Offiziere hätten zwar die Unrechtmäßigkeit der Befehle erkannt, hätten diese aber aus Angst vor den Folgen einer Befehlsverweigerung befolgt. „Auch müsse man die damaligen Zeiten mit anderen Maßstäben messen, ganz davon abgesehen, dass das Beweisergebnis auch dadurch eingeengt wurde, dass eigentlich nur Tatzeugen, also Mittäter, vernommen werden konnten, deren Aussagen allesamt persönlich gefärbt erschienen und deshalb an Gewicht verlören.“
Die Folge dieser Einschätzung waren milde Urteile im Februar 1958. Das Gericht stellte fest, dass die Taten rechtswidrig waren und dass Wetzling um die Unrechtmäßigkeit gewusst habe und strafrechtlich voll verantwortlich sei. Letzteres gelte auch für die übrigen Angeklagten, aber bei diesen sei die Notstandssituation (Befehlsnotstand) zu berücksichtigen. Zeuner und Anhalt hätten bei Verweigerung des Befehls möglicherweise selbst in „akuter Gefahr“ geschwebt. Bei Gaeth kam zusätzlich hinzu, dass er sich gegen die Übernahme des Befehls gewehrt habe. Aus diesen Gründen wurden diese drei Beschuldigten freigesprochen.
Das Gericht befand Miesel und Klönne lediglich der Beihilfe zum Totschlag für schuldig. Miesel sei an der Tat nur gering beteiligt gewesen und habe den Befehl Kammlers auch missbilligt. Da die zu erwartende Strafe unter drei Jahren liegen würde, beschloss das Gericht, den § 4 des Straffreiheitsgesetzes von 1954 anzuwenden. Dem Angeklagten Klönne rechnete das Gericht sein behauptetes Motiv, die Stadt Warstein vor möglichen Folgen der Fremdarbeiterexekutionen zu schützen, hoch an. Negativ war indes, dass er den Befehl Kammlers mit auszuführen half, ohne in einer Konfliktlage zu sein. Das Straffreiheitsgesetz griff bei ihm nicht, weil er nicht im Rahmen seiner Dienstpflicht handelte. Klönne bekam ein Jahr und sechs Monate Zuchthaus wegen Beihilfe zum Totschlag in 71 Fällen.
Wetzling wurde als Haupttäter gesehen, weil der „Tatherrschaftswillen“ bei ihm am stärksten ausgeprägt war. Strafmildernd wertete das Gericht, dass auch er unter einem gewissen Druck gestanden habe und dass er später unter der Tat gelitten habe. Er wurde zu fünf Jahren Gefängnis wegen Totschlags in 151 Fällen verurteilt.

### Reaktionen auf den Prozess
Obwohl die Anzahl von Kriegsverbrecherprozessen stark nachgelassen hatte, fanden diese vermehrt Aufmerksamkeit in der Öffentlichkeit. Dazu gehörte auch der Prozess vor dem Arnsberger Landgericht 1957/58. Es berichteten nicht nur die regionale und die überregionale deutsche Tagespresse, sondern in teilweise sehr umfangreicher Form auch Magazine und Wochenzeitungen.
Die regionalen Zeitungen, die Westfälische Rundschau und die Westfalenpost (die sich selbst als ein christlich-katholisches Blatt verstand), berichteten sehr ausführlich und fast täglich über den Prozess nicht nur im Lokalteil. Die Westfalenpost ergänzte ihre Berichte durch eine Serie, in der Leser ihre meist negativen Erfahrungen mit den Zwangsarbeitern am Ende des Krieges mitteilen konnten. Nach dem Ende des Prozesses berichtete der Reporter der Westfalenpost in einem langen Artikel über Eindrücke aus der Zeit des Prozesses. Einige Menschen beklagten die unverhältnismäßig niedrigen Strafen. Der Reporter berichtete aber auch über Drohbriefe und anonyme Anrufe, weil er über die Taten berichtet hatte. Einige waren lokalpatriotisch motiviert, andere zeigten, dass es noch zahlreiche Unverbesserliche gab. Der Autor brachte viel Verständnis für die Zwangslagen der Täter auf. Er schrieb: „Das Gericht hatte konkret die angeklagten sechs Menschen zu verurteilen. Und für sie sprach die Situation, in der sie, in der wir alle damals standen. Deswegen war das Urteil des Gerichtes über das nationalsozialistische System vernichtend. Es wurde wahrlich ‚sine ira et studio‘, ohne Eifer und ohne Zorn, sachlich, und juristisch einwandfrei getroffen.“ Der Autor konnte am Schluss befriedigt feststellen, dass an den Taten kein Sauerländer beteiligt gewesen sei. „Insofern wurde auch die Bevölkerung dieses Landes, wurde das Sauerland selbst freigesprochen. Was wir aber in dem Prozess über ein unseliges Stück unserer Heimatgeschichte erfahren haben – es war furchtbar. Und davon befreit uns auch kein noch so günstiges Urteil.“
Deutlich kritischer war ein Großteil der überregionalen Presse. Der Stern brachte einen bebilderten fünfseitigen Bericht unter dem Titel Denn sie mussten wissen, was sie tun. Allerdings zeigten die Bilder nicht die Verbrechen, sondern die mutmaßlichen Täter als freundliche Familienväter mit Kindern. Die Revue und Der Spiegel überschrieben ihre Berichte in Anlehnung an den bekannten Film von 1946 mit: „Die Mörder sind unter uns“. Heinz D. Stuckmann berichtete in drei ausführlichen Artikeln für Die Zeit über den Prozess. Darin stellte er die Biographien der Angeklagten vor, schilderte die Taten, den Prozessverlauf und das Urteil.
Für Prozessbeobachter erschreckend war die Erkenntnis, dass es sich bei den Tätern nicht um fanatische Nationalsozialisten handelte, sondern um „normale Männer“. Immer wieder waren die Berichterstatter erstaunt über die Diskrepanzen zwischen den Taten und der Rolle als angesehene, beruflich erfolgreiche, fürsorgliche Familienväter zur Zeit des Prozesses.
Das Urteil stieß bei dem Berichterstatter Stuckmann auf Unverständnis, vor allem weil die Richter nicht, wie die Staatsanwaltschaft forderte, auf Mord, sondern nur auf Totschlag erkannten. Ähnlich kritisch urteilten auch andere Beobachter. Herbert Hausen sprach in einem Kommentar für den Sender Freies Berlin von einem bestürzenden und beschämenden Prozessausgang. Er warnte aber vor einer pauschalen Verurteilung der Justiz. Allerdings entsprach die kritische Haltung nicht unbedingt der Einstellung der Leserschaft. So schrieben Leser an den Stern: „Hört doch auf mit dem Irrsinn, deutsche Menschen zu verurteilen, die keine Zeit zum Überlegen hatten, was sie taten oder tun sollten“ oder „Ich bin erstaunt, dass Sie sich jetzt an der Hetze gegen eine tapfere Truppe und an der Schwarzmalerei beteiligen“.
Auch unter Politikern fand der Prozess eine große Beachtung. Der sozialdemokratische Rechtsexperte Adolf Arndt sprach im Rechtsausschuss des Bundestages von einem „Mord am Recht“. Das Urteil würde die Bundesrepublik entehren und „alle Massenmörder von Katyn bis Tunis“ ermutigen. Auch der Vorsitzende des Rechtsausschusses Matthias Hoogen (CDU) empfand das Strafmaß in einer Stellungnahme für den Stern als „für die Öffentlichkeit völlig unverständlich“. Es könne nicht sein, dass die Schutzbestimmungen für Weinfälscher höher bewertet würden als die für Menschenleben. Ebenfalls im Stern äußerte Arndt, dass ein „ungeheuerliches Missverhältnis“ zwischen Taten und Strafen klaffe. Mit der Amnestie von 1954 (Straffreiheitsgesetz vom 17. Juli 1954) sei der Bundestag schon sehr weit gegangen. Aber wo die Voraussetzungen nicht erfüllt seien, müssten angemessene Strafen erfolgen. Für ihn war es beunruhigend, dass die Tötung von über 100 Menschen im Höchstfall mit nur wenigen Jahren Gefängnis geahndet würde, während für normale Totschläger ein Strafmaß von nicht unter zehn Jahren üblich sei. Im Landtag von Nordrhein-Westfalen meinte Gerhard Koch (SPD), dass das Urteil „in weitesten Kreisen großes Befremden ausgelöst“ habe. Das Urteil erinnere an die „Aufweichung der Justiz“ hinsichtlich politisch motivierter Verbrechen zur Zeit der Weimarer Republik. Joseph Bollig (CDU) stimmte Koch in dieser Kritik zu.

### Revisionsverfahren
Die Urteile gegen Wetzling, Klönne und Miesel wurden 1958 nicht rechtskräftig, da Staatsanwaltschaft und teilweise die Verteidigung übergeordnete Gerichte anriefen. Diese Vorgänge führten zu mehreren BGH-Entscheidungen und Rückverweisungen an ein Landgericht. Wolfgang Wetzling wurde endgültig zu einer lebenslänglichen Freiheitsstrafe verurteilt. Johannes Miesel wurde am 5. Mai 1961 zu vier Jahren Gefängnis verurteilt. Klönne wurde endgültig zu drei Jahren Haft verurteilt. Wetzling wurde nach 13 1⁄2 Jahren Haft in verschiedenen Anstalten am 1. März 1974 entlassen. Klönne kam bereits nach 14 Monaten Haft, die er vor allem in Münster absaß, kurz vor Weihnachten 1961 frei. Miesel saß ein halbes Jahr in Neumünster ein.

## Denkmalschutz für Fundstücke an den Tatorten
2019 wurden zahlreiche persönliche Fundstücke, die von den Ermordeten stammten, wie Schuhe, sowjetische Münzen, ein Gebetbuch, Wörterbücher, erstmals von der LWL-Archäologie für Westfalen (Landschaftsverband Westfalen-Lippe), als zuständigem Fachamt für die Bodendenkmalpflege, öffentlich gezeigt. Die Bodenfunde umfassen darüber hinaus tatbezogene Relikte der Mörder, wie Patronenhülsen und Schaufeln. Die Getöteten waren Polen und Sowjetbürger. Diese Relikte werden, dem Gesetz entsprechend, auf Dauer bewahrt.

„Die Funde erzählen zum einen von den Opfern. Die Wissenschaft gewinnt aber auch Einblicke über das Vorgehen, die Denkweise und ‚Bewegungsprofile‘ der nationalsozialistischen Täter.“

Im Mai 2020 fanden die Denkmalschützer einen Obelisken, der 1945 auf Veranlassung der Sowjetunion zum Gedenken an 71 Opfer der Kriegsverbrechen der Nationalsozialisten aufgestellt worden war. Der Obelisk war jahrzehntelang verschwunden. Warsteiner Bürger sollen ihn nach der Umbettung der Toten auf einen Kriegsgefangenenfriedhof des Ersten Weltkriegs bei Meschede im Jahr 1964 beseitigt haben. Es handelt sich um einen mehrere Meter hohen Obelisken, dessen Inschrift in drei Sprachen das Verbrechen, die Täter und die Opfer in drastischen Worten benennt.

### Gerichtsurteile
- Landgericht Arnsberg, 12. Februar 1958. In: Irene Sagel-Grande, H. H. Fuchs, C. F. Rüter (Bearb.): Justiz und NS-Verbrechen. Sammlung deutscher Strafurteile wegen nationalsozialistischer Tötungsverbrechen 1945–1966. Band 16: Die vom 08.07.1959 bis zum 04.11.1960 ergangenen Strafurteile. Amsterdam University Press, 1976, ISBN 90-6042-016-0, Nr. 458, S. 561–625.
- Landgericht Hagen, 17. November 1959. In: Justiz und NS-Verbrechen. Sammlung deutscher Strafurteile wegen nationalsozialistischer Tötungsverbrechen 1945–1966. Band 16, Amsterdam University Press, 1976, Nr. 486, S. 165–249 Verfahrensgegenstand: Zweifache Massenexekution von insgesamt 151 russischen Fremdarbeitern wegen angeblicher Gefahr für die deutsche Bevölkerung nach dem deutschen Truppenabzug.

### Presseberichte
- Die Mörder sind unter uns. In: Der Spiegel. 50, 11. Dezember 1957. (online)
- Heinz Stuckmann: Vor zwölf Jahren: Am Ende von zwölf Jahren. In: Die Zeit. 12. Dezember 1957. (online)
- Heinz Struckmann: Die „Basis“ für den Massenmord. Noch einmal: Die Taten im Warstein-Prozeß, und wie zwei Angeklagte sie sehen. In: Die Zeit. 2. Januar 1958. (online)
- Heinz Stuckmann: Pro Mord zwölf Tage. Das seltsame Urteil von Arnsberg. In: Die Zeit. 20. Februar 1958. (online)
- Hst: Nicht-12-Tage-pro-Mord. Über die vom BGH aufgehobene Entscheidung des Landgerichtes Arnsberg vom 12. Februar 1958 zu Wetzel, Klönne und Miesel und die Neuverhandlung in Hagen. In:  Die Zeit. 20. März 1959. (zeit.de)

### Sekundärliteratur
- Marcus Weidner: Die Toten von Meschede. Ein Kriegsendphaseverbrechen im März 1945: Rekonstruktion, Strafverfolgung, Erinnerungskultur (= Forschungen zur Regionalgeschichte, Band 9). Paderborn 2025, ISBN 978-3-506-79768-1 (hier nicht ausgewertet).
- Peter Bürger, Jens Hahnwald, Georg D. Heidingsfelder: „Zwischen Jerusalem und Meschede.“ Die Massenmorde an sowjetischen und polnischen Zwangsarbeitern im Sauerland während der Endphase des 2. Weltkrieges und die Geschichte des „Mescheder Sühnekreuzes“. Eslohe 2015 (Daunlots 76).
- Andreas Eichmüller: Keine Generalamnestie. Die Strafverfolgung von NS-Verbrechen in der frühen Bundesrepublik. Oldenbourg, München 2012, ISBN 978-3-486-70412-9.
- Jürgen Funke: Erinnerung an ein barbarisches Kriegsverbrechen im Sauerland. In: Sauerland – Zeitschrift des Sauerländer Heimatbundes. 2/1995, S. 43 (Digitalisat; abgerufen am 16. Oktober 2013; PDF; 4,3 MB).
- Jens Hahnwald: Das „Massaker im Arnsberger Wald“ und die Last der Erinnerung. In: Matthias Frese, Marcus Weidner (Hrsg.): Verhandelte Erinnerungen. Der Umgang mit Ehrungen, Denkmälern und Gedenkorten nach 1945. Schöningh, Paderborn 2017, ISBN 978-3-657-78798-2.
- Ulrich Herbert: Fremdarbeiter. Politik und Praxis des „Ausländer-Einsatzes“ in der Kriegswirtschaft des Dritten Reiches. Berlin/Bonn 1985, ISBN 3-8012-0108-2, Neuauflage 1999. Englische Ausgabe: Hitler’s Foreign Workers. Enforced Foreign Labor in Germany under the Third Reich. Cambridge Press, New York 1997, ISBN 0-521-47000-5 (2006 erneut aufgelegt).
- Dietmar Lange: „Weinen könnte man bei dem Gedanken an so viel Unmenschlichkeit.“ Massenerschießungen ausländischer Zwangsarbeiter durch SS-Kommandos im Arnsberger Wald im März 1945. In: Zimmermann Balve (Hrsg.): Stunde Null. Jahre des Wiederaufbaus und des Neubeginns im Sauerland. Schmallenberg 1995, ISBN 3-89053-055-9, S. 77–82.
- Nadja Thelen-Khoder: Der ,Franzosenfriedhof’ in Meschede. Drei Massaker, zwei Gedenksteine, eine Gedenktafel und 32 Grabsteine. Dokumentation einer Spurensuche. Norderstedt 2018, ISBN 978-3-7528-6971-2.
- Marcus Weidner: Kriegsendphaseverbrechen an Zwangsarbeitern im Sauerland 1945. In: 200 Jahre Westfalen. Jetzt! Katalog zur Ausstellung der Stadt Dortmund, des Landschaftsverbandes Westfalen-Lippe und des Westfälischen Heimatbundes, 28. August 2015 – 28. Februar 2016. Münster 2015, S. 342–347, hier S. 345 (PDF; 11,4 MB).

### Fernsehdokumentation
- Das Massaker im Arnsberger Wald (WDR 2022)